# 鈴木久
鈴木 久（すずき ひさし、1940年8月23日 - ）は、日本の政治家。元日本社会党衆議院議員（1期）。

## 来歴
福島県いわき市出身。磐城高校卒業後、電電公社に入社。いわき市議、福島県議を経て、1990年の総選挙で旧福島3区から立候補して当選。次の1993年の総選挙で落選した。1996年の総選挙で福島5区から民主党公認で立候補したが落選した。1997年と2001年のいわき市長選挙に立候補したがいずれも落選した。2009年の総選挙で民主党から比例東北ブロックで立候補したが、名簿順位が最下位だったため落選した。